# ヴァラ市
Vara Municipality （ Vara kommun ）は、スウェーデン西部のヴェストラ・イェータランド県にある自治体。中心地はヴァラ。
現在の市町村は、25の元の地方自治体で構成されている（1863年現在）。1974年から1982年の間に、現在のエッスンガ市の領土も含まれていた。

## 地区
- Bitterna
- Edsvära
- Eling
- Fyrunga
- Hällum
- Jung
- Kvänum
- Larv
- Laske-Vedum
- Levene
- Long
- Längjum
- Naum
- NorraVånga
- Ryda
- Skarstad
- Slädene
- Sparlösa
- SödraKedum
- SödraLundby
- Tråvad
- Vara
- Önum
- Öttum